# Коридалос
Коридалос (грч. Κορυδαλλός Korydallos) насеље је у Грчкој и једно од великих предграђа главног града Атине. Коридалос припада округу Пиреј у оквиру периферије Атика.

## Положај
Коридалос се налази западно од управних граница града Атине, на путу ка Пиреју. Коридалос је од оба града удаљен мање од 10 километара.

## Становништво
Кретање броја становника у општини по пописима:
| 1981.  | 1991.  | 2001.  | 2011.  |
| ------ | ------ | ------ | ------ |
| 61.313 | 63.184 | 67.456 | 63.445 |